# O Livro de Manuel
O Livro de Manuel foi o último romance publicado em vida pelo escritor argentino Julio Cortázar em 1973, onde o autor assumiu e evidencia um compromisso com a realidade social e política da América Latina.
Neste romance, num contexto de mea culpa e decepção com o processo revolucionário cubano  e com a esquerda em geral, Cortázar entrelaçou e cristalizou diferentes reflexões e polêmicas que manteve com a intelectualidade latino-americana, na fabricação da "cartilha" para o menino chamado Manuel, denunciando os absurdos da sociedade capitalista e manifestando o apoio à luta pela emancipação dos povos latino-americanos. Ao mesmo tempo, o livro critica a esquerda política, mostrando, até certo ponto, a incapacidade crônica dos revolucionários de elaborar e materializar uma autêntica e integral mudança social.